# Kościół św. Antoniego Padewskiego w Cikowicach
Kościół św. Antoniego Padewskiego w Cikowicach – rzymskokatolicki kościół parafialny znajdujący się w Cikowicach w powiecie bocheńskim województwa małopolskiego.

## Historia kościoła
Do początków XX wieku Cikowice wraz z Damienicami i Stanisławicami należały do parafii Łapczyca, a świątynią parafialną był kościół zbudowany przez Kazimierza Wielkiego około roku 1340. Ustanowienie nowej parafii i budowę kościoła w Cikowicach zainicjował biskup tarnowski Leon Wałęga w czasie swej wizytacji w 1906 roku. Podczas uroczystości św. Antoniego Padewskiego w 1909 roku rozpoczęto gromadzenie funduszy na budowę świątyni. Autorem projektu kościoła był Adolf Julian Stapha. Kościół został wybudowany w latach 1913–1918. Jest to jednonawowa świątynia z cegły w stylu neogotyckim na planie krzyża. Ściany zewnętrzne przyparte są szkarpami, całość nakryta dachami siodłowymi z krzyżującymi się kalenicami, zwieńczona strzelistą sygnaturką. W dniu 5 września 1923 roku bp Wałęga konsekrował kościół, a 10 maja 1925 roku erygował parafię, której pierwszym proboszczem został ks. Jan Dymurski.
We wnętrzu kościoła w Cikowicach zachowało się w całości oryginalne wyposażenie w stylu neogotyckim. Twórcą ołtarzy oraz ławek rzeźbionych był Franciszek Adamek z Bochni, który pracował nad nimi w latach 1918–1923. Witraże wykonane zostały w firmie Żeleński w Krakowie. Obraz św. Antoniego Padewskiego w ołtarzu głównym malowała Maria Richter z Nowego Sącza, a św. Anny w ołtarzu bocznym – artysta malarz Walerian Kasprzyk z Bochni. Obrazy Serca Pana Jezusa i Pana Jezusa Miłosiernego namalował Dylewicz z Damienic. Autorem polichromii figuralnej był Stanisław Skwarczyński z Krakowa, który wykonał ją w latach 1955–56. W roku 1975 przeprowadzono prace renowacyjne przy polichromii ścian kościoła oraz przy trzech ołtarzach. Prace te prowadził Stanisław Kruczek ze Starego Sącza.